# Extended file system
Pour les articles homonymes, voir Ext.
L'extended file system ou ext, est le premier système de fichiers créé en avril 1992 spécifiquement pour le système d'exploitation Linux, il est intégré dès la version 0.96c du noyau Linux. Il a été conçu par Rémy Card pour surmonter certaines limitations du système de fichiers Minix. Il a plus tard été remplacé par ext2 et Xiafs, tous deux en compétition, laquelle a été remportée par ext2 grâce à sa viabilité à long terme.